# Alexander Gode
Alexander Gottfried Friedrich Gode-von Aesch (* 30. Oktober 1906 in Bremen; † 10. August 1970 in Mount Kisco, New York), meist einfach Alexander Gode genannt, war ein deutsch-amerikanischer Linguist und Übersetzer. Er war federführend an der Entwicklung der Plansprache Interlingua der International Auxiliary Language Association (IALA) beteiligt.

## Leben
Alexander Godes Vater Heinrich Gode war Deutscher aus Bremen, seine Mutter Anna von Aesch gebürtige Schweizerin. Er studierte in Wien und Paris, bevor er nach Amerika auswanderte und 1939 US-amerikanischer Staatsbürger wurde. Dort arbeitete er als Lehrer an den Universitäten von Chicago und Columbia; an letzterer promovierte er 1939 zum Doktor der Philosophie.
Ab 1933 war er Mitglied in der International Auxiliary Language Association (IALA). Die Gesellschaft fing nach 1934 an, an einer neuen internationalen Plansprache zu arbeiten, woran Gode sich ab 1939 beteiligte.
Von 1955 bis zu seinem Tod 1970 war er der erste Präsident der Union Mundial pro Interlingua (UMI).
Gode war Gründer und von 1960 bis 1963 erster Präsident der American Translators Association. Zu seinen Ehren vergibt die Organisation die 'Alexander Gode Medaille'.
Er starb 1970 an Krebs. Schon vorher war seine erste Ehefrau Johanna gestorben. Seine zwei Töchter und seine zweite Frau Alison sowie deren zwei Töchter überlebten ihn.

## Werk (Auswahl)
- Natural Science in German Romanticism. Columbia University Press, 1941
- Portuguese at Sight. Thomas Y. Crowell Co., 1943
- Interlingua English Dictionary. Storm Publishers, 1951
- A Brief Grammar of Interlingua for Readers. Storm Publishers, 1951
- Interlingua a Prime Vista. Storm Publishers, 1954
- French at Sight. Ungar Pub Co., 1962, ISBN 978-0-8044-6181-8.
- Anthology of German Poetry Through the 19th Century. Ungar Pub Co., 1972, ISBN 978-0-8044-6241-9.
- Un Dozena de Breve Contos. Beekbergen, 1975
- Discussiones de Interlingua. Beekbergen, 1980
- Dece Contos. Beekbergen, 1983
- Alexander Gode,  Wright Kraus: Last Days of Mankind. Ungar Pub. Co., 2000, ISBN 978-0-8044-6366-9.